# 樋曽山隧道

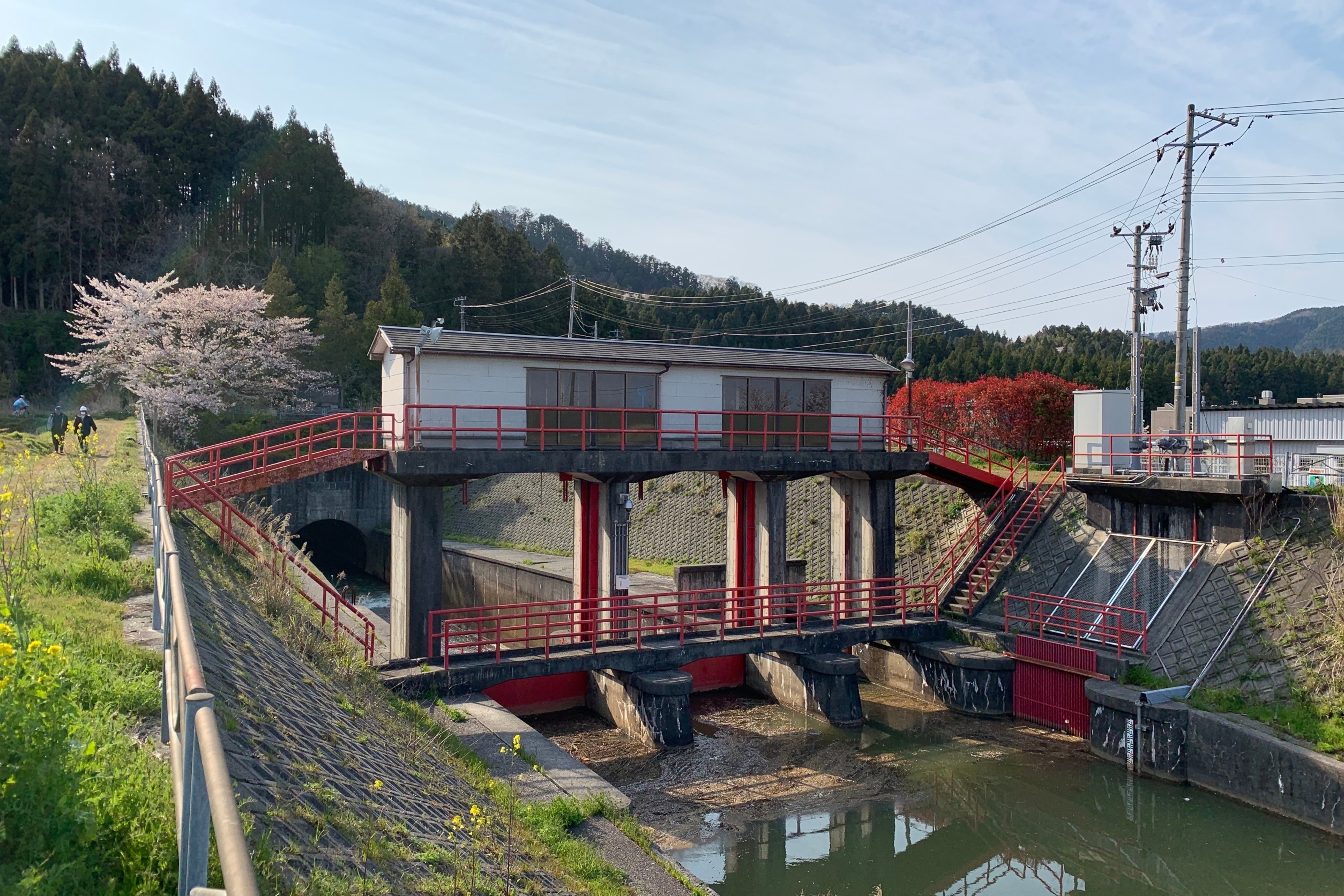
新樋曽山隧道呑口と水門（2020年4月）

樋曽山隧道（ひそやまずいどう）は、新潟県新潟市西蒲区に存在する放水路群。明治、昭和、平成の各時代に計3本が建設された。

## 概要
弥彦山系の直下には樋曽山隧道、新樋曽山隧道、新々樋曽山隧道の三本のトンネル放水路が存在する。樋曽山隧道、新樋曽山隧道は矢川の水を、新々樋曽山隧道は、大通川（新川上流部）の水を日本海へ流している。

## 背景
矢川は、急峻な弥彦山系西側斜面からの出水を受け止めていること、また、合流する河川は水位の高い西川であったことから、流域周辺は長期間冠水する被害を受けた。また、これらの冠水は、下流部の村々が洪水を調節する目的で河川の狭窄部を意図的に作っていたこともあり、地域の係争の種となった。このことから、明治時代末期から、弥彦山系の樋曽山直下に隧道を開削する計画が持ち上がるようになった。

### 樋曽山隧道
1933年、県営排水改良工事として着手、1935年もしくは、1939年完成（どの時点で完成とするかで諸説ある）。矢川から直線で角海浜を結ぶ約3kmのトンネルは、自然流下で毎秒約20 m3の通水能力を持ち、矢川周辺の水はけを画期的に向上させ、地域に広がる潟の干拓が進む契機となった。

### 新樋曽山隧道
樋曽山隧道開通後、隧道の排水能力を超える水害に見舞われたこと、第二次世界大戦後、樋曽山隧道内部で生じた落盤により、通水能力が半減したことから、新トンネルの掘削が急務となった。1961年、再び県営排水改良事業で新樋曽山隧道が着工され、1968年完成。旧トンネルよりも拡大したトンネルの断面により、通水能力は毎秒約48 m3と倍増。旧隧道の残存機能分と合わせて毎秒約59 ｍ3の排水が可能となった。

### 新々樋曽山隧道
大通川放水路の排水を目的に国営西蒲原排水事業（発注者は農林水産省北陸農政局）として着工。延長3.4kmのトンネルは2000年に完成、通水能力は最大毎秒105.9 ㎥を誇り、地域の水害の危険性を一気に低下させる存在となった。設置場所は、開通している既述2本のトンネルに平行し、海側の開口部も近接している。。

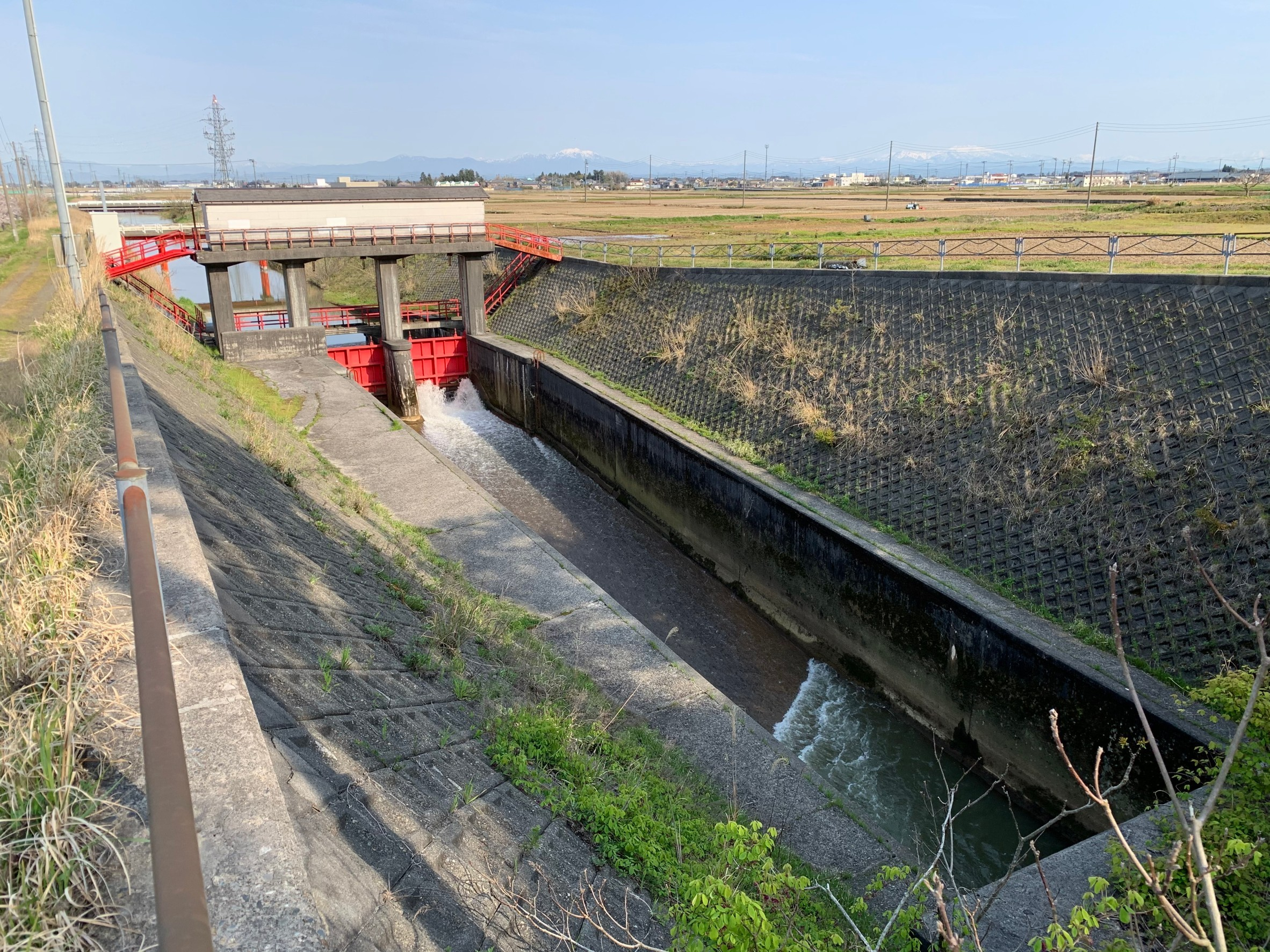
新樋曽山隧道呑口から上流側（平野側）を望む（2020年4月）
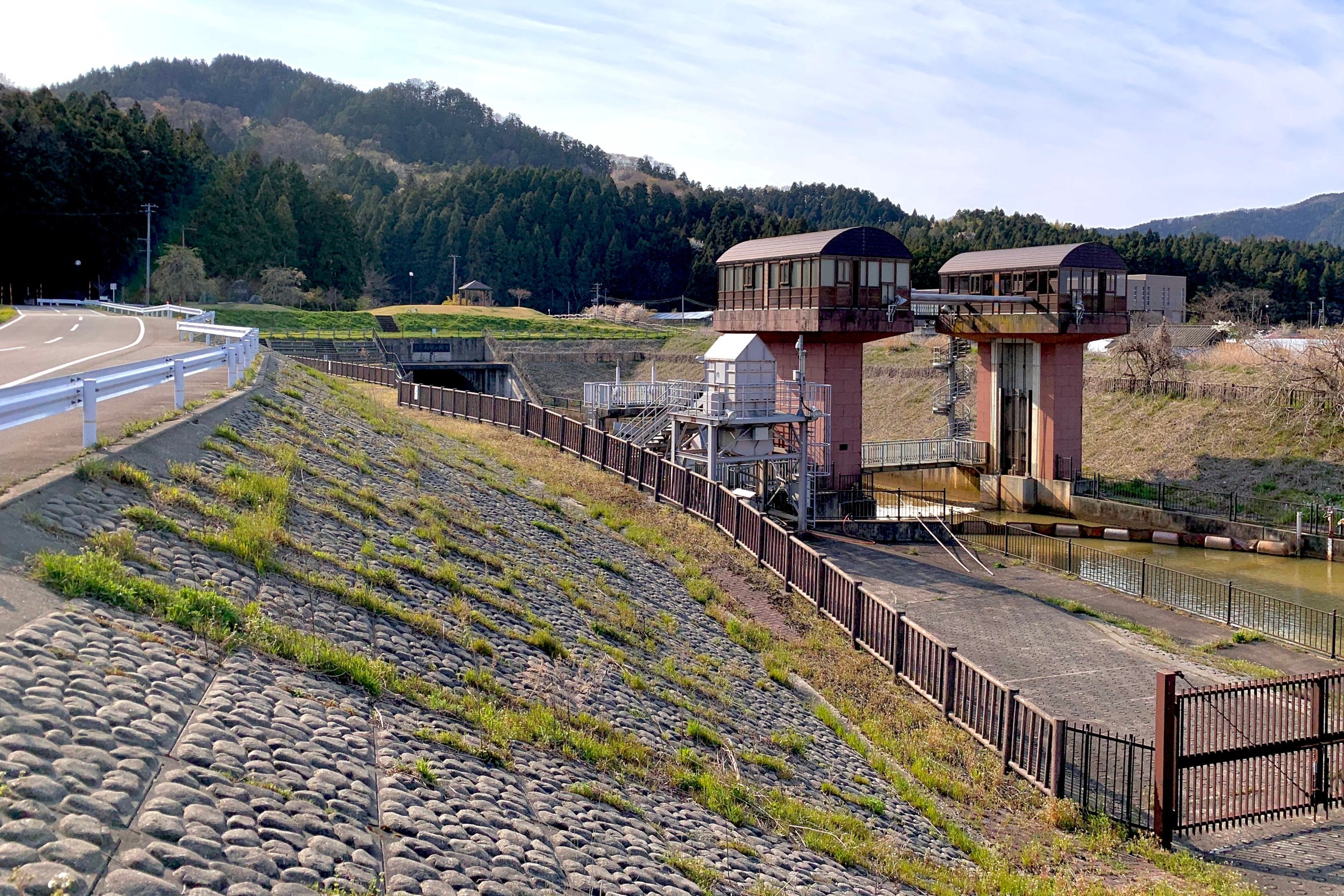
新々樋曽山隧道呑口と水門（2020年4月）
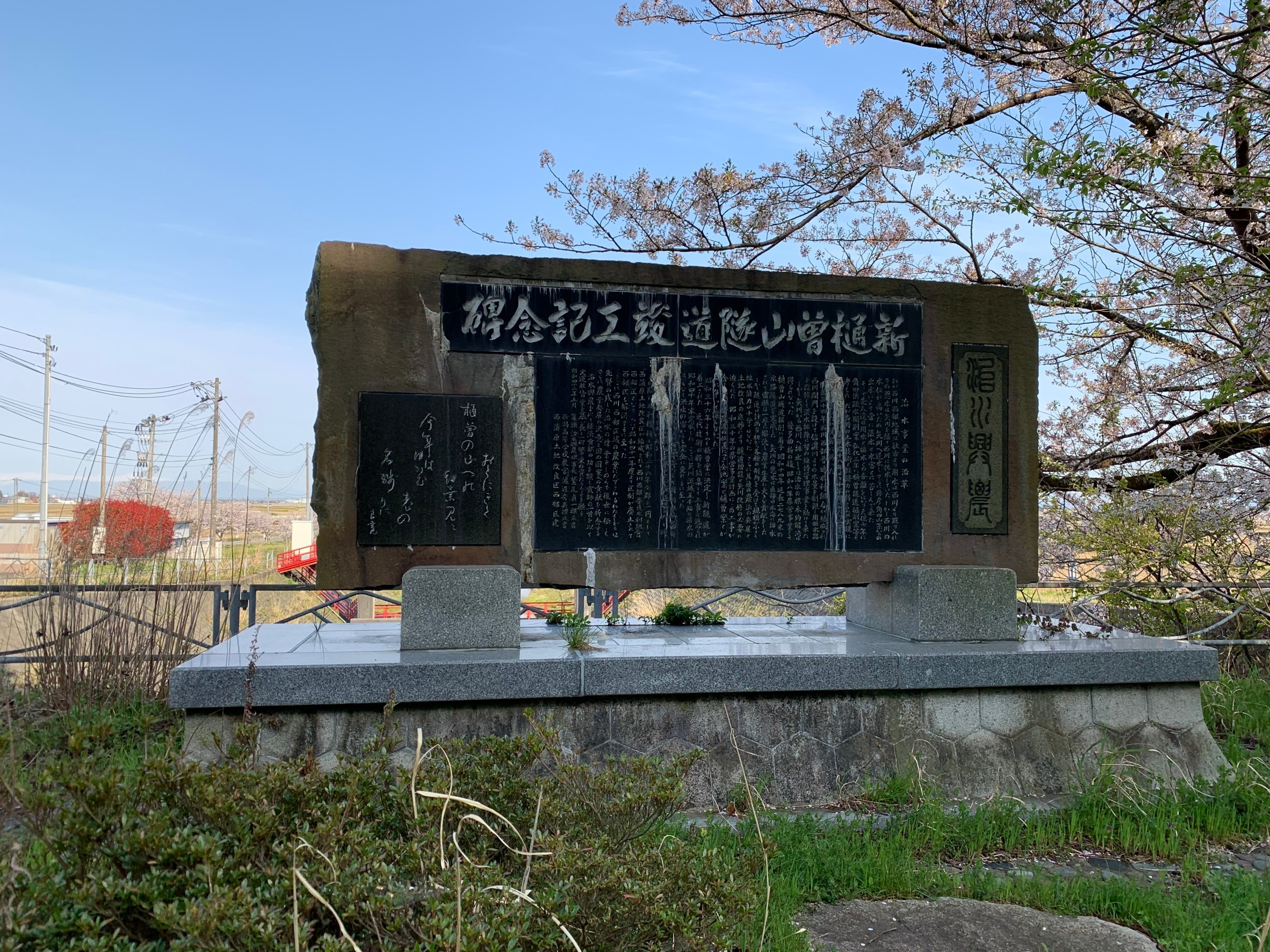
新樋曽山隧道竣工記念碑（2020年4月）